# Flagi powiatów w województwie zachodniopomorskim
Flagi powiatów w województwie zachodniopomorskim – lista symboli powiatowych w postaci flagi, obowiązujących w województwie zachodniopomorskim.

Flaga województwa zachodniopomorskiego

Zgodnie z definicją, flaga to płat tkaniny określonego kształtu, barwy i znaczenia, przymocowywany do drzewca lub masztu. Może on również zawierać herb lub godło danej jednostki administracyjnej. W Polsce jednostki terytorialne (rady gmin, miast i powiatów) mogą ustanawiać flagi zgodnie z „Ustawą z dnia 21 grudnia 1978 o odznakach i mundurach”. W pierwotnej wersji pozwalała ona jednostkom terytorialnym jedynie na ustanawianie herbów. Dopiero „Ustawa z dnia 29 grudnia 1998 o zmianie niektórych ustaw w związku z wdrożeniem reformy ustrojowej państwa” oficjalnie potwierdziła prawo województw, powiatów i gmin do ustanawiania tego symbolu jednostki terytorialnej. Z tej zmiany skorzystały powiaty, przywrócone w 1999.
W 2025 w województwie zachodniopomorskim swoją flagę posiadało 17 z 18 powiatów (jedynym powiatem nieposiadającym flagi był powiat goleniowski) oraz wszystkie 3 miasta na prawach powiatu. Symbol ten, od 2000, ma ustanowione samo województwo.

## Lista obowiązujących flag powiatowych

### Miasta na prawach powiatu
| Powiat             | Wzór | Opis |
| ------------------ | ---- | --- |
| Miasto Koszalin    |      | Flaga miasta została ustanowiona uchwałą nr 4/59 z 10 lutego 1959. Jest to prostokątny płat tkaniny o proporcjach 5:8, podzielony na dwa równe poziome pasy: biały i niebieski. |
| Miasto Szczecin    |      | Flaga miasta została ustanowiona uchwałą nr XXVIII/360/96 z 2 grudnia 1996. Jest to prostokątny płat tkaniny o proporcjach 1:2, podzielony na sześć równych czerwonych i niebieskich pasów. Z lewej strony płata umieszczono herb miasta.                                                      |
| Miasto Świnoujście |      | Flaga miasta została ustanowiona 20 sierpnia 1996. Jest to prostokątny płat tkaniny o proporcjach 2:3, podzielony na dwie części w stosunku 4:1: górną ciemnobłękitną, z godłem z herbu miasta oraz dolną, podzieloną na trzy poziome pasy: biały, czerwony i ciemnobłękitny w stosunku 1:1:3. |

### Powiaty
| Powiat              | Wzór | Opis |
| ------------------- | ---- | --- |
| Powiat białogardzki |      | Flaga powiatu została ustanowiona uchwałą nr XXXIII/213/02 z 28 maja 2002. Jest to prostokątny płat tkaniny o proporcjach 5:8, podzielony na trzy pionowe pasy: dwa błękitne i biały w stosunku 1:3:1. W jego centralnej części umieszczono godło z herbu powiatu. |
| Powiat choszczeński |      | Flaga powiatu, autorstwa Grzegorza Brzustowicza i Bogdana Brzustowicza, została ustanowiona uchwałą nr XIII/79/2000 z 29 czerwca 2000. Jest to prostokątny płat tkaniny o proporcjach 5:8, podzielony na pięć poziomych pasów: czerwony, żółty, biały, żółty i zielony w stosunku 4:1:10:1:4. W jego centralnej części umieszczono godło z herbu powiatu.                     |
| Powiat drawski      |      | Flaga powiatu, autorstwa Jerzego Jana Nałęcza, została ustanowiona 9 lipca 1999, ponownie uchwałą nr XX/142/00 z 19 maja 2000. Jest to prostokątny płat tkaniny o proporcjach 5:8, podzielony na trzy kliny: błękitny, biały i czerwony. Z lewej strony płata umieszczono herb powiatu.                                                                                       |
| Powiat gryficki     |      | Flaga powiatu została ustanowiona uchwałą nr XIV/82/2000 z 15 lutego 2001. Jest to prostokątny płat tkaniny o proporcjach 5:8, podzielony na trzy pionowe pasy: dwa błękitne i biały w stosunku 1:3:1. W jego centralnej części umieszczono herb powiatu. |
| Powiat gryfiński    |      | Flaga powiatu została ustanowiona uchwałą nr XXI/246/2001 z 28 marca 2001. Jest to prostokątny płat tkaniny o proporcjach 5:8, podzielony na cztery równe poziome pasy: czerwony, żółty, błękitny i biały. W jego centralnej części umieszczono herb powiatu. |
| Powiat kamieński    |      | Flaga powiatu została ustanowiona uchwałą nr XXIV/254/2006 z 3 lutego 2006. Jest to prostokątny płat tkaniny o proporcjach 5:8, podzielony na dwa równe pionowe pasy: biały i błękitny. W jego centralnej części umieszczono herb powiatu. |
| Powiat kołobrzeski  |      | Flaga powiatu została ustanowiona uchwałą nr XXII/194/2005 z 14 kwietnia 2005. Jest to prostokątny płat tkaniny o proporcjach 5:8, podzielony na dwa równe pionowe pasy: błękitny i biały. W jego centralnej części umieszczono herb powiatu. |
| Powiat koszaliński  |      | Flaga powiatu została ustanowiona 13 czerwca 2001. Jest to prostokątny płat tkaniny o proporcjach 5:8 koloru białego, w którego centralnej części umieszczono herb powiatu. |
| Powiat łobeski      |      | Flaga powiatu została ustanowiona uchwałą nr XIII/99/2012 z 4 lutego 2012. Jest to prostokątny płat tkaniny o proporcjach 5:8, podzielony na trzy pionowe pasy: czerwony, żółty i błękitny w stosunku 2:1:2. Z lewej strony płata umieszczono herb powiatu. |
| Powiat myśliborski  |      | Flaga powiatu, autorstwa Marka Karolczaka, została ustanowiona uchwałą nr XXX/229/2001 z 25 kwietnia 2001. Jest to prostokątny płat tkaniny o proporcjach 5:8, podzielony na dwa równe poziome pasy: biały i błękitny. W centralnej części górnego pasa umieszczono herb powiatu.                                                                                             |
| Powiat policki      |      | Flaga powiatu, autorstwa Radosława Gazińskiego, została ustanowiona uchwałą nr VII/52/99 z 14 września 1999. Jest to kwadratowy płat tkaniny, podzielony w szachownicę na cztery części: dwie błękitne i dwie białe (kanton jest błękitny). W jego centralnej części może znajdować się herb powiatu.                                                                         |
| Powiat pyrzycki     |      | Pierwsza wersja flagi powiatu została ustanowiona uchwałą nr X/57/03 z 1 października 2003, obecna została ustanowiona uchwałą nr XII/65/11 z 26 października 2011. Jest to prostokątny płat tkaniny o proporcjach 5:8, podzielony na trzy równe poziome pasy: dwa biało-czerwono-białe i jeden niebiesko-biało-niebieski. W jego centralnej części umieszczono herb powiatu. |
| Powiat sławieński   |      | Flaga powiatu została ustanowiona uchwałą nr XXIV/181/2001 z 30 sierpnia 2001. Jest to prostokątny płat tkaniny o proporcjach 5:8, podzielony na trzy pionowe pasy: dwa czerwone i biały w stosunku 1:3:1. W jego centralnej części umieszczono herb powiatu. |
| Powiat stargardzki  |      | Flaga powiatu została ustanowiona uchwałą nr VII/99/15 z 27 maja 2015. Jest to prostokątny płat tkaniny o proporcjach 3:5 koloru białego, w którego centralnej części umieszczono herb powiatu. |
| Powiat szczecinecki |      | Flaga powiatu została ustanowiona uchwałą nr IX/65/99 z 4 listopada 1999. Jest to prostokątny płat tkaniny o proporcjach 5:8, podzielony na trzy pionowe pasy: dwa białe i czerwony w stosunku 1:3:1. W jego centralnej części umieszczono herb powiatu. |
| Powiat świdwiński   |      | Flaga powiatu została ustanowiona uchwałą nr XX/112/2000 z 26 września 2000. Jest to prostokątny płat tkaniny o proporcjach 5:8, podzielony na dwa równe pionowe pasy: biały i błękitny. W jego centralnej części może znajdować się herb powiatu. |
| Powiat wałecki      |      | Flaga powiatu została ustanowiona uchwałą nr XXV/202/2009 z 25 czerwca 2009. Jest to prostokątny płat tkaniny o proporcjach 5:8, podzielony na trzy pionowe pasy: czerwony, żółty i błękitny w stosunku 2:5:2. W jego centralnej części umieszczono godło z herbu powiatu. |